# Лоренс Катнер
Доктор Лоренс Катнер (англ. Lawrence Kutner) — персонаж американського телесеріалу «Доктор Хаус».

## Біографія
Про його минуле відомо небагато. У заключній серії 4 сезону  він каже, що «Катнер» — не  індійське прізвище. У його батьків була невелика крамниця, під час пограбування якої вони були застрелені, коли Лоренсу було шість. Справжнє прізвище Чаудрі (англ. Choudray). З чого випливає, що німецьке прізвище дісталося йому від прийомних батьків. В епізоді «Виродок» спонукаючи пацієнта зізнатися у вживанні наркотиків, Катнер розповідає йому, що в дитинстві сам «балувався наркотою». В епізоді «Ускладнення» згадується, що Лоренс встановив світовий рекорд по повзанні — він проповз дистанцією у 20 миль.
Основна причина його вступу до команди Хауса — прагнення до нового досвіду. Доктор Лоренс Катнер в грі Хауса був під номером 6. Як не дивно, Катнер не зумів утриматися в низці скорочень Хауса і був звільнений після своєї доповіді про стан пацієнта Ембер Волакіс («Нещадна Сучка»). Проте він продовжував працювати, оскільки Хаус перевернув його номер «6» й одержав «9», та скасував його звільнення. Відразу після цього Катнер провів досить стресовий тест для печінки пацієнта (він просто його напоїв). Таким чином Катнер знову пережив низку скорочень і виявився в переможній команді з «нещадним стервом» доктором Валакіс.
Катнер з дитинства захоплюється фантастикою і навіть збирає деякі предмети з фантастичних фільмів (це з'ясовується при огляді його квартири). Тауб говорить про те, що Катнер захоплюється комп'ютерними он-лайн іграми.
Катнер повний ентузіазму та бажання працювати. Досить часто саме його осіняє, у чому причина з пацієнтом або як застосувати традиційні засоби нетрадиційним чином. Він першим отримав дозвіл Хауса на реанімацію пацієнта який був у барокамері за допомогою дефібрилятора (через високий тиск сталося займання одягу пацієнта). Тим самим він показав свою готовність до ризикованих методів і відсутність страху завдати пацієнтові ще більшої шкоди. Точно так само в серії «Дзеркало, дзеркало» при реанімації пацієнта дефібрилятором він не врахував вологість шкіри пацієнта, через що отримав розряд і практично впав у кому. Дефібрилятори й Катнер стали ходячим жартом Хауса, який у серії «Жахливий» призначив його «професійним дефібриляторщіком», званням, яким здається, Катнер навіть пишався.
Катнер не звертає увагу на примхи Хауса і його часом нелегальні методи, він часто погоджується з безрозсудними ідеями Хауса, як, наприклад в епізоді «Янголи охоронці», коли Хаус змусив команду викопувати труп. У тому ж епізоді Катнер показує, що він і сам готовий до сміливих вчинків, як, наприклад, коли його команда, зайнята відкопуванням трупа раптом чує, що щось наближається, то він починає кликати, що б це не було, навіть охоронець. Ця нерозважливість зрештою накликає на нього гнів Кадді, яка співпрацює з Джеффрі Коулом в епізоді «Ти не хочеш знати» і вносить його до списку звільнення. Цей вчинок вражає Катнера, який до того моменту був у дружніх стосунках з Коулом і не чекав звільнення.
Коли Хаус звільнив Коула, обговоривши це з Кадді, то залишилися члени команди, прощаючись з Коулом, потиснули йому руку, і тільки один Катнер не зробив цього, він навіть не підвів погляд так і не попрощавшись. Дзеркальний пацієнт сказав, що Катнер отримує задоволення від нових експериментів, включаючи й хворобливі. Його прозвали «Творець сиріт».
У двадцятій серії п'ятого сезону знайдений Форманом і Тринадцятою мертвим у своїй квартирі. Очевидно самогубство — вогнестрільна рана в області скроні, на пістолеті відбитки Катнера. Однак Хаус вважає, що це вбивство, оскільки не може знайти жодного пояснення самогубства Катнера.
Скоріше за все, творцям серіалу довелося у швидкому порядку вигадати історію з самогубством, тому що актор пішов на роботу заступником директора Офісу зі зв'язків з громадськістю в Білому Домі.

## Факти
- Коли Катнеру було шість років, він бачив, як убили його батьків. Тому, у його поглядах на життя і смерть є певна основа.
- У Катнера були прийомні батьки.
- Катнер любить експерименти та нові відчуття, навіть якщо вони хворобливі. Можливо є прихованим мазохістом.
- Катнер запрошував на побачення «нещадну стерво» Ембер Волакіс, але отримав відмову, оскільки та вже зустрічалася з Вілсоном.
- «Професійний дефібріліст» © Хаус.